# Turbina a gás
O termo turbina a gás é mais comumente empregado em referência a um conjunto de três equipamentos: compressor, câmara de combustão e turbina propriamente dita. Esta configuração forma um ciclo termodinâmico a gás, cujo modelo ideal denomina-se Ciclo Brayton, concebido por George Brayton em 1870.
Este conjunto opera em um ciclo aberto, ou seja, o fluido de trabalho (ar) é admitido na pressão atmosférica e os gases de escape, após passarem pela turbina, são descarregados de volta na atmosfera sem que retornem à admissão.
A denominação turbina a gás pode ser erroneamente associada ao combustível utilizado. A palavra gás não se refere à queima de gases combustíveis, mas, sim ao fluido de trabalho da turbina, que é neste caso a mistura de gases resultante da combustão. O combustível em si pode ser gasoso, como gás natural, gás liquefeito de petróleo (GLP), gás de síntese ou líquido, como querosene, óleo diesel e até mesmo óleos mais pesados.

## Ciclo Brayton
O ciclo Brayton é um ciclo ideal, uma aproximação dos processos térmicos que ocorrem nas turbinas a gás, descrevendo variações de estado (pressão e temperatura) dos gases. O conceito é utilizado como base didática e para análise dos ciclos reais, que se desviam do modelo ideal, devido a limitações tecnológicas e fenômenos de irreversibilidade, como o atrito.
O ciclo se constitui de quatro etapas. Primeiramente, o ar em condição ambiente passa pelo compressor, onde ocorre compressão adiabática e isentrópica, com aumento de temperatura e consequente aumento de entalpia. Comprimido, o ar é direcionado às câmaras, onde mistura-se com o combustível possibilitando queima e aquecimento, à pressão constante. Ao sair da câmara de combustão, os gases, à alta pressão e temperatura, se expandem conforme passam pela turbina, idealmente sem variação de entropia. Na medida em que o fluido exerce trabalho sobre as palhetas, reduzem-se a pressão e temperatura dos gases, gerando-se potência mecânica. A potência extraída através do eixo da turbina é usada para acionar o compressor e eventualmente para acionar outra máquina. A quarta etapa não ocorre fisicamente, se tratando de um ciclo termodinâmico aberto. Conceitualmente, esta etapa representa a transferência de calor do fluido para o ambiente.
Desta forma, mesmo se tratando de um ciclo aberto, parte da energia proveniente da combustão é rejeitada sob a forma de calor, contido nos gases quentes de escape. A rejeição de calor é um limite físico, intrínseco ao funcionamento de ciclos termodinâmicos, mesmo nos casos ideais, como define a segunda lei da termodinâmica.
A perda de ciclo ideal pode ser quantificada pela potência proveniente do combustível, descontando-se a potência de acionamento do compressor e a potência líquida. Assim, diminui-se a perda à medida que se reduz a temperatura de escape e se eleva a temperatura de entrada da turbina, o que faz da resistência, a altas temperaturas, das partes da turbina um ponto extremamente crítico na tecnologia de construção destes equipamentos.

## Turbinas aeronáuticas

Turboélice.

Turbinas a gás são amplamente empregadas na propulsão de aviões e outros tipos de aeronaves. Isto se deve principalmente a característica de alta densidade de potência, em relação a outras máquinas como motores de combustão interna. Ou seja, as turbinas a gás geram maiores potências comparadas a maquinas de mesmo peso, o que é vantajoso, uma vez que a redução do peso (melhor relação peso-potência) das aeronaves acarreta em maior eficiência e capacidade de carga.
Existem diferentes configurações de turbina aeronáuticas. Por exemplo, em turbinas do tipo turbojato, o eixo, movimentado pela turbina propriamente dita, apenas aciona o compressor. Em última análise, através da tubeira, o restante da potência útil é consumida na aceleração dos gases, responsável pelo empuxo gerado.
Outros tipos de propulsores (turboélices ou turbofans) também baseados em ciclos a gás têm o eixo acoplado a hélices ou ventiladores que impelem parte do ar por by-pass, ou seja, sem que o mesmo passe através da turbina. Nestes casos, o empuxo se deve em parte aos gases de escape da turbina e em parte ao fluxo de ar externo.
|                                                                               |  |  |
| Componentes de um propulsor aeronáutico tipo turbojato, General Electric J79. |  |  |

## Turbogeradores

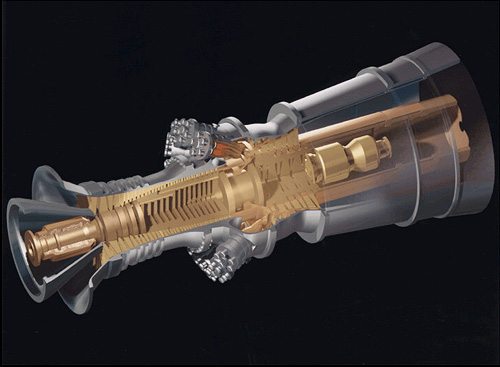
Turbina a gás GE série H, para geração elétrica, de potência de 480 MW em ciclo combinado.

Turbinas a gás dedicadas à geração de energia elétrica são divididas em duas principais categorias, no que se refere à concepção. São elas as pesadas (Heavy-duty), desenvolvidas especificamente para a geração de energia elétrica ou propulsão naval e as aeroderivativas, desenvolvidas a partir de projetos anteriores dedicados a aplicações aeronáuticas.
Com a exceção das microturbinas (dedicadas à geração descentralizada de energia elétrica) o compressor utilizado geralmente trabalha com fluxo axial, tipicamente com 17 ou 18 estágios de compressão. Cada estágio do compressor é formado por uma fileira de palhetas rotativas que impõem movimento ao fluxo de ar (energia cinética) e uma fileira de palhetas estáticas, que utiliza a energia cinética para compressão. O ar sai do compressor a uma temperatura que pode variar entre 300°C e 450°C. Cerca de metade da potência produzida pela turbina de potência é utilizada no acionamento do compressor e o restante é a potência líquida gerada que movimenta um gerador elétrico.

Motor de pistão livre funcionando em conjunto com uma turbina a gás.

Saindo da câmara de combustão, os gases têm temperatura de até 1250°C. Após passar pela turbina, os gases são liberados ainda com significante disponibilidade energética, tipicamente a temperaturas entre 500 e 650 Celsius. Considerando isso, as termelétrica mais eficientes e de maior porte aproveitam este potencial através de um segundo ciclo termodinâmico, a vapor (ou Ciclo Rankine). Estes ciclos juntos formam um ciclo combinado, de eficiência térmica frequentemente superior a 60%, ciclos simples a gás têm tipicamente 35%.
Turbinas projetadas para operar em ciclo simples, tendo em vista a eficiência térmica do ciclo, têm temperatura de saída de gases reduzida ao máximo e têm otimizada taxa de compressão. A taxa de compressão é a relação entre a pressão do ar à entrada e saída do compressor. Por exemplo, se o ar entra a 1 atm, e deixa o compressor a 15 atm, a taxa de compressão é de 1:15.
Turbinas a gás específicas para operar em ciclo combinado, são desenvolvidas de modo a maximizar a eficiência térmica do ciclo como um todo. Desta forma, a redução da temperatura dos gases de escape não é necessariamente o ponto mais crítico, em termos de eficiência, uma vez que os gases de saída da turbina ainda são utilizados para gerar potência.

## Outras aplicações
Turbinas a gás também podem acionar diversos outros tipos de máquinas movidas por eixo, tais como navios, ônibus, helicópteros, locomotivas, tanques de guerra, bombas e compressores (externos ao próprio ciclo da turbina).
|  |  |  |